# Joseph André (priester)
Joseph André (Namen, 14 maart 1908 - Namen, 1 juni 1973) was een Belgische rooms-katholieke priester van het bisdom Namen. Gedurende de Tweede Wereldoorlog was hij activist inzake de bescherming van de Joden. Later, in 1956, organiseerde hij het onthaal van vluchtelingen na de Hongaarse opstand tegen het stalinistische bewind.

## Opleiding
Joseph André bracht twee jaar door in het noviciaat der jezuïeten in Aarlen (1926-1928). Vanwege zijn zwakke gezondheid mocht hij er evenwel niet langer blijven. Derhalve deed hij zijn intrede, vooreerst in het Klein Seminarie van Floreffe en nadien in het Groot Seminarie van Namen. Hij werd in 1936 priester gewijd door bisschop Heylen (diocees Namen), werd vervolgens leraar aan het Klein Seminarie van Floreffe en ten slotte onderpastoor van de parochie Sint-Jan-Baptist, eveneens te Namen.

## Schuilplaats voor Joodse kinderen
In 1941 was België bezet door de Duitse strijdkrachten en zeer spoedig werden anti-joodse regels van toepassing. 
Onder de discrete leiding van priester André, werd het parochiale jeugdlokaal Maison des Œuvres (Huis der Werken) (gelegen naast het Kommandantur, Place de l'Ange, te Namen) de kern van een grote organisatie met als doel de Joodse kinderen voor de deportatie en dus voor een zekere dood te behoeden. Het werd een doorgangscentrum waar de kinderen -soms twintig of meer samen- gedurende korte tijd verbleven, net lang genoeg om voor hen een religieuze instelling of familie op het platteland te vinden, waar ze zich in een betrekkelijke veiligheid konden verschuilen.
Om hen te voeden gingen priester André en zijn medewerkers het platteland af, van hoeve tot hoeve, om er voedsel te bedelen en gelijktijdig onderdak te zoeken voor de beschermelingen. Geleid door een persoonlijke vriendschap voor de joden en een groot respect voor de godsdienstvrijheid ondernam André nooit pogingen om de kinderen te dopen of te bekeren tot het christendom. Joseph André werd soms verontrust door de Gestapo en opgeroepen voor verhoor. Toch kon hij nimmer worden aangehouden. Op een ochtend in de maand juni 1944, terwijl hij de mis opdroeg, werd hij ingelicht dat de Gestapo een huiszoeking deed in het Huis der Werken. Als reactie daarop dook Joseph André dadelijk onder, tot de inname van de stad door de Geallieerden.

## Vriend van de behoeftigen - Rechtvaardige onder de Volkeren

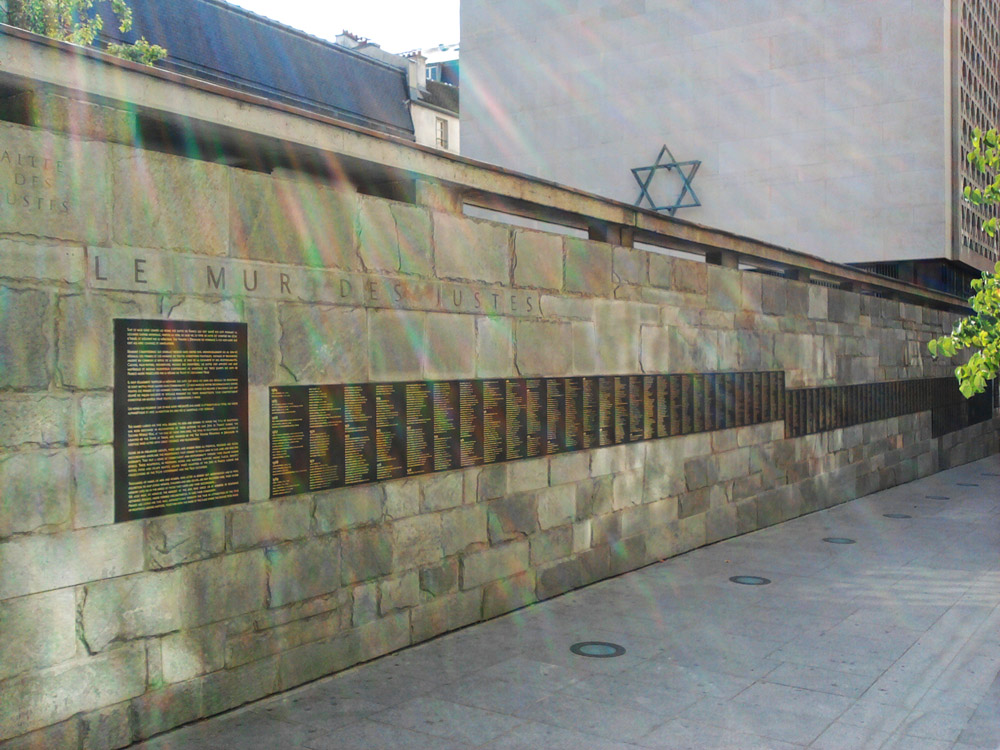
De Muur der Rechtvaardigen te Parijs.

Na de oorlog bleef André de Joodse Sociale Dienst in België ondersteunen. Hij had zelf gekozen voor een zeer nederig leven en had een evangelische liefde voor de marginalen en de verstotelingen aan wie steeds een goed onthaal werd voorbehouden in het  Château de l’horloge te Bomel. Degenen die uit de gevangenis werden ontslagen en werk zochten, waren er eveneens welkom: André was immers gevangenisaalmoezenier vanaf 1957 tot aan zijn dood. Zijn interesse voor het Joodse volk en zijn geestdrift voor het -volgens de christelijke traditie- « uitverkoren volk », maakten dat hij de creatie van de staat Israël in 1948 van zeer dichtbij volgde. In 1967 kende de Israëlische regering hem de eretitel « Rechtvaardige onder de Volkeren » toe, en werd te zijner ere een boom geplant in de Allée des Justes (Laan der Rechtvaardigen), te Parijs (4-de arrondissement, wijk: Saint-Gervais).
Het jaar nadien werd de zwakke priester, steeds gekleed in zijn zwarte toga, uitgenodigd door de United Jewish Appeal te New York. Daar kreeg hij een staande ovatie.

## Onthaal van Hongaarse vluchtelingen
Na de gebeurtenissen in Boedapest in oktober en november 1956 organiseerde priester André gedurende een tiental jaren het onthaal voor Hongaarse vluchtelingen in het Château de l'Horloge te Bomel. Hij verleende onderdak aan een tiental jonge mannen, maar ook aan enkele ouderen. Met de hulp van enkele vrijwilligers zorgde hij voor hun logement en voeding, maar ook voor sociale, morele en religieuze steun, in een sfeer die niet altijd gemakkelijk was ingevolge de ontworteling en desoriëntatie van zijn beschermelingen. Zijn functie als gevangenisaalmoezenier stelde hem in de mogelijkheid oplossingen te zoeken voor moeilijke juridische situaties waarin sommigen van zijn gasten zich bevonden.

## Overlijden
Priester Joseph André werd op 1 juni 1973 dood aangetroffen in zijn kantoor in de gevangenis van Namen. Op het bericht van overlijden prijkten zowel het kruis als de davidster zij aan zij.
- Gemeinsame Normdatei: 1273101987
- Nationale Bibliotheek van Israël: 987007443132505171
- Virtual International Authority File: 6269148876466749740002